# ROKS Sokcho
Le ROKS Sokcho (PCC-778) est une corvette de classe Pohang de la Marine de la république de Corée.

## Conception
La classe Pohang est une série de corvettes construites par différentes entreprises de construction navale sud-coréennes. La classe se compose de 24 navires et certains, après leur déclassement, ont été vendus ou donnés à d'autres pays. Il existe cinq types différents dans la classe, du lot II au lot VI.
L’armement du navire se compose de, :
- Missiles Boeing RGM-84 Harpoon
- Deux canons compacts Otobreda 76 mm/62 (OTO Melara)
- Deux canons Breda 40 mm/70
- Six torpilles Mark 12 de 46 mm
- Douze charges de profondeur Mark 9

## Historique
Le ROKS Sokcho (PCC 778) a été construit par Hyundai Heavy Industries à Ulsan et lancé le 7 juillet 1989. Il a été mis en service le 2 mars 1990.
Le ROKS Sokcho se trouvait à proximité au moment du naufrage du ROKS Cheonan (PCC-772) et il aurait tiré des coups de feu sur une cible possible qu’il a identifiée à ce moment-là.
Le ROKS Sokcho a participé le 12 mars 2015 à l’exercice Foal Eagle 2015 à l’est de la péninsule coréenne. Foal Eagle est une série d’entraînement annuels conçus pour accroître la préparation et renforcer l’alliance entre la République de Corée et les États-Unis. Durant l’exercice, il a navigué avec le destroyer lance-missiles guidés USS Lassen (DDG-82). L’USS Lassen a été envoyé par les États-Unis pour défier les limites territoriales de 12 milles marins revendiquées par la Chine autour des îles artificielles qu’elle a construites en mer de Chine méridionale. Il s’est s’approché des récifs de Subi et Mischief dans l’archipel des Spratleys, des ilôts qui étaient submergés à marée haute avant que la Chine ne commence un projet de dragage massif pour les transformer en îles en 2014. Les États-Unis font valoir qu’en vertu du droit international, la construction d’îles artificielles sur des récifs précédemment submergés ne donne pas à un pays le droit de revendiquer une limite territoriale et qu’il est vital de maintenir la liberté de navigation dans l’une des voies maritimes les plus fréquentées au monde.
Le ROKS Sokcho a été retiré du service par la marine de la république de Corée (ROKN) le 30 décembre 2022 à la base navale de Changwon, en même temps que le ROKS Yeongju (PCC-779), une autre corvette de classe Pohang, deux frégates de classe Ulsan, les ROKS Jeonnam (FF-957) et ROKS Jeju (FF-958), et quatre patrouilleurs de classe Chamsuri avec les numéros de coque 321, 322, 323 et 325. Tous ces navires ont été construits localement par la Corée du Sud dans les années 1980 et au début des années 1990, et ils seront remplacés par de nouveaux navires alors que la ROKN continue sa campagne de modernisation pour augmenter ses capacités de combat, conformément à la politique de défense du pays. Les navires de classe Ulsan et de classe Pohang seront remplacés par les frégates de classe Incheon et de classe Daegu, tandis que les patrouilleurs de classe Chamsuri seront remplacés par les patrouilleurs de classe Gumdoksuri,.